# Fiat SPA TL 37
Le Fiat SPA TL37 est un tracteur d'artillerie, en version 4 roues motrices et directrices, fabriqué par le constructeur italien S.P.A., filiale de Fiat V.I., entre les années 1938 et 1948. 

## Histoire
L'histoire des tracteurs d'artillerie légers italiens destinés à l'artillerie divisionnaire commence en 1932 avec le développement du modèle Pavesi P4/100 TL140, rebaptisé TL 31, qui fut utilisé durant la guerre civile espagnole. Mais ce modèle du être modifié à cause notamment de l'absence de suspensions adéquates et d'un encombrement trop important. Un nouveau modèle fut donc mis à l'étude à partir de 1935, destiné à la motorisation des groupes de 75 et 100 mm. Comme son prédécesseur, il devait être entraîné par 4 roues motrices pouvant recevoir aussi bien des pneus pleins que des pneus à valve. Entre autres spécifications, ce tracteur devait être capable d'accueillir six personnes, de tracter les pièces d'artillerie de 75 et 100 mm à une vitesse minimale de 40 km/h sur route et de franchir des pentes de 60 %.
Le modèle FIAT-S.P.A., dénommé TLa - Trattore Leggero per artiglieria, Tracteur léger pour artillerie - remporta la faveur des autorités militaires italiennes en 1938 face à son concurrent de chez Breda C.F.. Il fut ensuite rebaptisé TL 37 et dès octobre 1937 les autorités militaires italiennes passaient une commande ferme de 250 exemplaires. 24 exemplaires du TL37 furent envoyés en Libye en 1938 pour expérimenter la traction de pièces de 75/27 mod.1906 et également de remorques porte-munitions, d'une capacité de 100 obus. Ces tests furent jugés très satisfaisants, car le TL37 permettait de résoudre le problème de la mobilité des pièces d'artillerie dans le désert. Même les Australiens, qui le testèrent en 1941, l'on qualifié de meilleur tracteur d'artillerie employé en Afrique du Nord, toutes nations confondues.
Quoique pas très rapide et avec une mécanique complexe, il fut commandé en grande série à Fiat SPA, tandis que des modifications furent apportées aux canons de la Première Guerre mondiale en les dotant de roues en elektron ou de pneus pleins, pour permettre leur traction sans les endommager. Les secousses qu'ils devaient supporter à 40 km/h n'avaient plus rien à voir avec celles engendrées à moins de 10 km/h avec la traction par chevaux.
Ce tracteur participa aux campagnes d'Afrique du Nord, de Russie et des Balkans durant la Seconde Guerre mondiale. Il a été utilisé par les corps d'armée italiens suivants : Regio Esercito (armée de terre), Regia Marina (marine royale) et Regia Aeronautica (armée de l'air). Ce tracteur a également été acquis par l'armée hongroise. Après l'armistice il sera fabriqué et utilisé par la Wehrmacht. Il est resté en service dans l'armée italienne jusqu'en 1948.

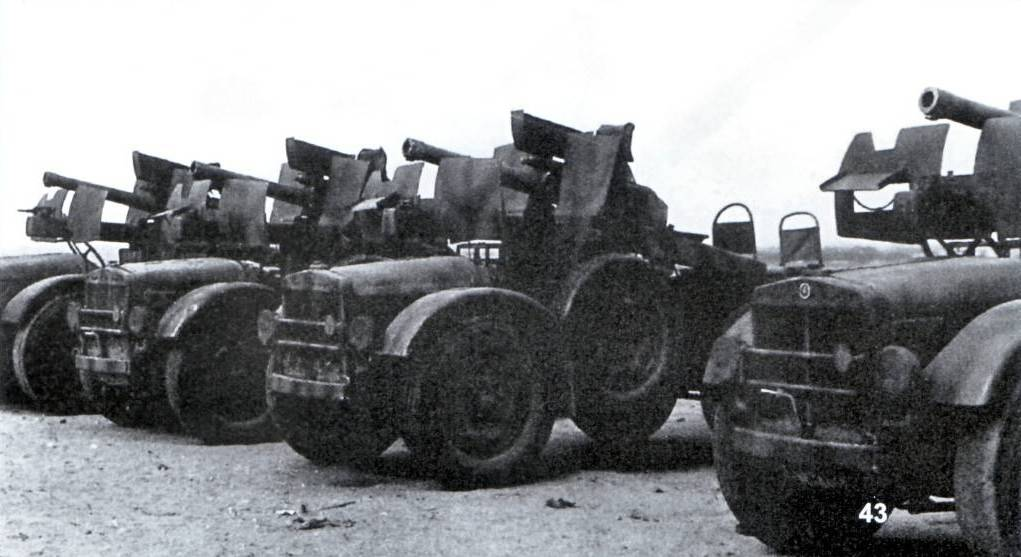
Une rangée de Fiat SPA TL37 avec canons en batterie.

La production mensuelle se révéla vite insuffisante, ne dépassant guère les 150 exemplaires au cours du premier semestre 1941, toutes versions confondues, notamment le camion saharien AS37. Ce chiffre était clairement insuffisant pour assurer à la fois le remplacement des pertes et l'équipement des nouveaux régiments d'artillerie. Selon un organigramme de 1942, un groupe d'artillerie motorisée devait compter 18 TL37 dans ses effectifs plus 10 AS37 pour les divisions AS. Certes, au 1er juin 1940, seules 467 pièces de 75 et 100 mm de la Grande Guerre avaient été adaptées pour la traction mécanisée, mais les pièces de 75/18 mod.35 et 37 n'étaient pas encore entrées en service. Au 30 avril 1943, avant la perte de la Tunisie, on dénombrait 2 267 TL37 en service, dans ses différentes versions, AS37 exclu, à savoir le TL37 sans suffixe, les TL37 Libia avec pneus Artiglio et Saharien dotés de réservoirs auxiliaires, le TL37 Colonial et le TL37 Pontiere pour le génie. 
Après l'armistice de septembre 1943, l'armée allemande récupéra un grand nombre de TL37 et ordonna la poursuite de la production pour ses propres besoins : 75 exemplaires furent livrés en 1944 et 7 en janvier 1945.

## Technique
Le Fiat SPA TL37 était un engin très novateur pour l'époque. Il disposait d'une cabine avancée, de quatre roues motrices toutes directionnelles ce qui réduisait le diamètre de braquage à moins de 9 mètres, qualité primordiale pour l'alignement rapide des pièces d'artillerie. Il disposait de phares et d'un treuil à l'arrière de 2 tonnes. Il pouvait transporter, en plus du conducteur, cinq artilleurs avec 250 kg de munitions dans le coffre arrière.
Il traînait le canon Breda 75/27 Mod. 1906 ou le lance-obus 100/17 ou bien des remorques et a même servi de camion-grue pour récupérer les camions et chars endommagés.

## Les versions dérivées du Fiat SPA TL37
- Fiat SPA S37 blindé : version de transport de troupes blindé,
- Fiat SPA AS37 : version camion saharien capable de transporter 8 soldats,
- Fiat SPA AS43 : version véhicule de reconnaissance similaire au S37
- Fiat SPA TL37 Pontiere : le TL 37 Pontiere a été lancé en 1941 pour répondre à la demande des unités de transport du génie chargées du transport des ponts flottants. Cette version spéciale a été commandée en 484 exemplaires. Pour installer un treuil à tambour d'une capacité de 3,5 tonnes, la traverse arrière du châssis a dû être modifiée. La longueur du câble de traction pouvait atteindre 57 m. Le coffre arrière renferme tout l'outillage spécifique et le support de roue de secours est surélevé.

## Utilisateurs
- Armée Royale italienne,
- Wehrmacht, 82 ex achetés en 1944/45 et "x" réquisitionnés... ou récupérés,
- Armée Hongroise.